# Yate Fortuna (1979)
El Fortuna, fue un yate utilizado por la familia real española, que fue regalado al rey Juan Carlos por el rey Fahd de Arabía Saudí, tras lo cual, fue cedido por el Rey a Patrimonio Nacional en 1981. Fue el tercer barco con dicho nombre, utilizado Juan Carlos de Borbón, tras el anterior del del mismo nombre y el de la clase Dragón con el que participó en las olimpiadas de 1972. y con el que ganó varios años el campeonato de España de la clase Dragón.

## Construcción
Fue construido en los astilleros Palmer y Johnson, en el lago Míchigan, Estados Unidos.

## Historial
El buque llegó a España a bordo de un mercante, y fue trasladada hasta su base de Portopí, patroneada por el Rey, el 16 de agosto de 1979.
En 1980, fue reformado en los Astilleros Mefasa, de Avilés, momento en el que se le añadieron tres metros de eslora a popa y se cambiaron sus motores diésel y se trataron de solucionar los problemas maniobrabilidad y velocidad cuando el buque navegaba a baja velocidad, debido a su entonces novedoso sistema de propulsión sin hélices, cambiando los motores diésel por otros más potentes y añadiéndole dos timones, de los que carecía hasta ese momento. Un año después volvió a ser reformado para que tuviera cinco camarotes.
Durante su periodo de servicio, fueron frecuentes sus averías. La más conocida de ellas, tuvo lugar el 13 de agosto de 1988 cuando navegaba en compañía del príncipe Carlos de Inglaterra cuando tras un cortocircuito que dejó inmovilizado el buque, tuvo que ser remolcado por pesqueros hasta Puerto.
En agosto de 1988, fue puesto a la venta por Patrimonio Nacional debido a las necesidades protocolarias de un buque de mayores dimensiones. El folleto publicado por la compañía británica. Associated Yacht Brokers para la venta del buque, causó malestar en la casa real por su contenido. El nuevo buque, fue encargado a los astilleros Mefasa, pero finalmente, el Rey renunció a la adquisición del mismo -que fue vendido a la sociedad inglesa Boxrig Investments por mil doscientos treinta y cinco millones de pesetas para su uso como chárter con el nombre de Corona de Mar- y no se realizó ni la venta del Fortuna por lo cual siguió en activo como yate real.
En 1995, sufrió a bordo un fuego eléctrico, por lo que de nuevo, tuvo que ser remolcado hasta Portopí.
Dejó de ser utilizado por la familia real tras la construcción de un nuevo buque con el mismo nombre por parte de los astilleros IZAR de San Fernando (Cádiz).